# 卡魯瑟斯 (加利福尼亞州)
卡魯瑟斯（英語：Caruthers）是位於美國加利福尼亞州弗雷斯諾縣的一個人口普查指定地區。

## 地理
卡魯瑟斯的座標為36°32′34″N 119°50′00″W / 36.54278°N 119.83333°W，而該地最高點為海拔高度75米（即246英尺）。

## 人口
根據2010年美國人口普查的數據，卡魯瑟斯的面積為5.238平方千米，當中陸地面積為5.238平方千米，而水域面積為0.000平方千米。當地共有人口2497人，而人口密度為每平方千米476人。